# Midnight Boom
Midnight Boom é o terceiro álbum de estúdio da banda de indie rock The Kills, lançado em 10 de Março de 2008, pela Domino Records. Foi gravado em Benton Harbor, Michigan. O título faz referência ao momento enquanto a lua chega e todos estão indo dormir.
O álbum foi precedido com um site, chamado de Midnight Boom, dedicado a vídeos e músicas para "U.R.A. Fever", "Cheap and Cheerful" e "Last Day of Magic". Com o sucesso do álbum, "Tape Song" e "Black Balloon" foram os singles seguintes, e "Sour Cherry" tornou-se um hit pela inclusão dela no seriado Gossip Girl.

## Faixas
| N.º | Título                                           | Duração |  |
| 1.  | "U.R.A. Fever"                                   | 2:16    |  |
| 2.  | "Cheap and Cheerful"                             | 2:26    |  |
| 3.  | "Tape Song"                                      | 3:35    |  |
| 4.  | "Getting Down"                                   | 2:55    |  |
| 5.  | "Last Day of Magic"                              | 3:21    |  |
| 6.  | "Hook and Line"                                  | 2:03    |  |
| 7.  | "Black Balloon"                                  | 3:46    |  |
| 8.  | "M.E.X.I.C.O."                                   | 1:37    |  |
| 9.  | "Sour Cherry"                                    | 3:07    |  |
| 10. | "Alphabet Pony"                                  | 1:45    |  |
| 11. | "What New York Used to Be"                       | 3:15    |  |
| 12. | "Goodnight Bad Morning"                          | 3:52    |  |
| 13. | "Night Train" (música bônus da versão britânica) | 3:04    |  |